# Andy Hinchcliffe
Andrew George "Andy" Hinchcliffe (født 5. februar 1969 i Manchester, England) er en tidligere engelsk fodboldspiller, der spillede som forsvarsspiller. Han var på klubplan tilknyttet Manchester City, Everton og Sheffield Wednesday. Længst tid tilbragte han hos Everton, hvor han spillede i otte sæsoner og var med til at vinde FA Cuppen i 1995.
Hinchcliffe blev desuden noteret for syv kampe for Englands landshold. Han debuterede i en VM-kvalifikationskamp den 1. september 1996 på udebane mod Moldova.

## Titler
FA Cup
- 1995 med Everton F.C.